# 大日本航空
大日本航空（日语：／ Dai Nippon Kōkū ?），全称大日本航空株式会社，是日本一间已不存在的國家航空公司，成立於昭和13年（1938年），於昭和20年（1945）因日本投降而遭盟軍強制解散，二战结束前为大日本帝国的国家航空公司。

## 成立

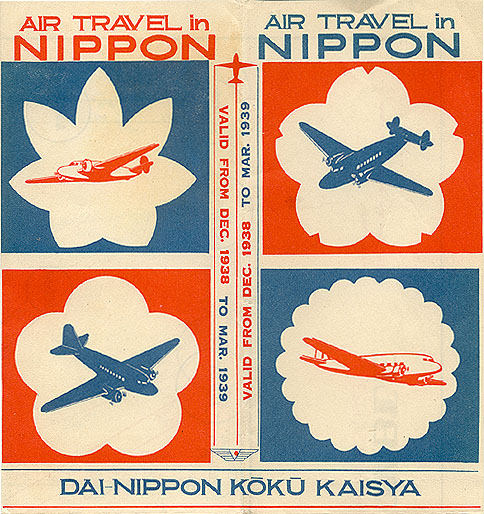
约1939年，大日本航空时刻表的封面

大日本航空的前身是1928年成立的日本航空輸送公司（Japan Air Transport）。中国抗日战争爆发后，日本對空運與海運的需求量大增，但是在昭和初期的日本航空公司分散且運力較少，無力承擔日本政府的需求，在國家朝戰爭體制轉型時，交通物流由國家收編重整成為日本政策。
在日本政府介入購入日本航輸公司50%股權主導下，日本航輸公司社長大谷登在昭和13年召開臨時股東大會，決議解散公司。但在同年的11月28日，日本航輸與另一間民營航空公司「國際航空公司」合併，也就是大日本航空公司成立，並在12月1日正式營業，大日本航空公司的社長由大谷登出任，實質來說是日本政府選擇了以日本航輸為主體整併其它民間航空公司，擴大民航運輸能量。同時，日本政府介入將原先日本國內線航權收回，讓原先經營日本國內線的小型民航公司，包括日本航空輸送研究所、日本海航空公司、日本航空公司、安藤飛行研究所等國內線航空公司強制停業，並將航權轉讓給大日本航空，讓國有企業壟斷航權營運。
大日本航空公司成立時，公司資本額2,550萬日圓。隔年3月7日，日本國會通過「大日本航空股份有限公司法案」，正式收編該公司為日本政府所屬的國家航空公司，並增資3,725萬日圓，目標是將該公司擴張為資本額1億日幣的航空運輸企業。

## 經營航點
大日本航空成立後，繼續經營當時日本帝國各地的空中航線，包括日本列島、朝鮮半島、台灣島、滿州國。除了陸地起降的機型，基於日本對外擴張以南進論成為主流，大日本航空也採購水上飛機，經營南洋群島等託管地的空運業務。這條水上飛機航線由橫濱港出發，經過塞班島，終點至帛琉。在日本對美開戰前，曾有計畫開闢從帛琉到臺灣淡水水上機場，再返回橫濱港的南太平洋環形航線，但是因戰爭爆發，最終未能開闢營運。
除了太平洋航線外，因日本南進政策，以及開戰後佔領英法美等國在東南亞之殖民地，大日本航空以香港為南方樞紐，營運到泰國、新加坡、馬尼拉、河內、西貢、帝力等地的空中運輸業務，為當時日本重要的擴張工具。

## 历史机队

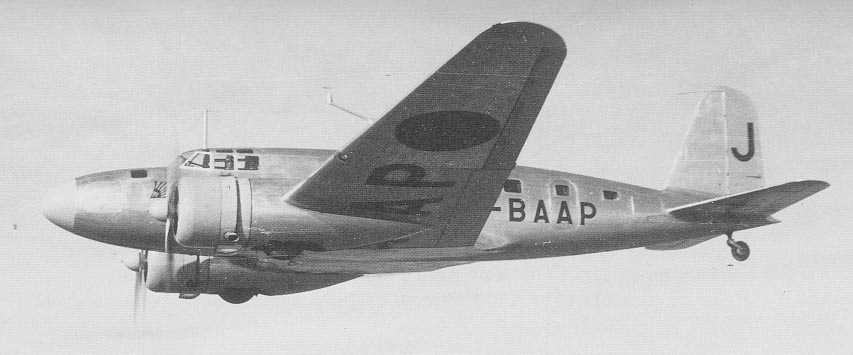
大日本航空的三菱MC-20

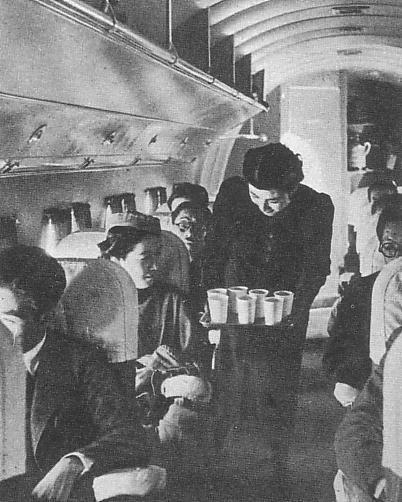
大日本航空空中乘务员（约1940年）

大日本航空在成立時直接取得了日本航輸公司原營運中的機隊，此後則大量向國內廠商購入新型單翼運輸機和客機強化運能，日本軍方也釋出解除武裝的舊型轟炸機供其運用，並在必要時徵召運用。
- 三菱式雙發動機運輸機
- 三菱MC-20
- 三菱MC-21
- 立川Y-59
- 立川LO
- 中岛AT-2
- 川崎Ki-56
- 国际工业Ki-59
- 三菱K3M3-L
- 中岛Ki-6
- 昭和/中岛L2D2
- 川西H6K2-L
- 川西H6K4-L
- 川西H8K2-L“晴空”
- 道格拉斯DC-4E

## 结业
1945年8月，日本接受《波茨坦公告》后投降，其后民用航空在日本被禁止，大日本航空亦告解散，負責羽田機場設施管理的部門於1947年改制為公司「三路興業」，並在1948年更名為「國際航業」。1951年日本航空成立，日本的民用航空得以恢复，日本航空雖然也是國家成立及官民合資（1987年11月完全民營化之前），但並非繼承自大日本航空的企業。